# WTA Lyon Open 2020
WTA Lyon Open 2020 (WTA) (також відомий під назвою Open 6ème Sens — Métropole de Lyon за назвою спонсора) — жіночий тенісний турнір, що проходив на закритих кортах з твердим покриттям Palais des Sports de Gerland у Ліоні (Франція). Це був перший за ліком WTA Lyon Open. Належав до серії International в рамках Туру WTA 2020. Тривав з 2 до 8 березня 2020 року.

## Учасниці основної сітки в одиночному розряді

### Сіяні
| Країна     | Гравчиня            | Рейтинг1 | Сіяна |
| ---------- | ------------------- | -------- | ----- |
| США        | Софія Кенін         | 5        | 1     |
| Франція    | Крістіна Младенович | 39       | 2     |
| Франція    | Каролін Гарсія      | 47       | 3     |
| Франція    | Алізе Корне         | 58       | 4     |
| Бельгія    | Алісон ван Ейтванк  | 62       | 5     |
| Швейцарія  | Джил Тайхманн       | 66       | 6     |
| Росія      | Дарія Касаткіна     | 73       | 7     |
| Словаччина | Вікторія Кужмова    | 85       | 8     |

- 1 Рейтинг подано станом на 24 лютого 2020.[2]

### Інші учасниці
Нижче наведено учасниць, які отримали вайлд-кард на участь в основній сітці: 
- Clara Burel
- Дарія Касаткіна
- Хлое Паке

Учасниці, що потрапили в основну сітку, використавши захищений рейтинг:
- Віра Лапко

Нижче наведено гравчинь, які пробились в основну сітку через стадію кваліфікації:
- Ірина Бара
- Жаклін Крістіан
- Магдалена Френх
- Анастасія Комардіна
- Марта Костюк
- Антонія Лоттнер

Як щасливий лузер в основну сітку потрапили такі гравчині:
- Леслі Паттінама Кергов

### Знялись з турніру
До початку турніру
- Катерина Александрова → її замінила  Анна-Лена Фрідзам
- Паула Бадоса → її замінила  Леслі Паттінама Кергов
- Маргарита Гаспарян → її замінила  Полін Пармантьє
- Барбора Крейчикова → її замінила  Менді Мінелла
- Анастасія Павлюченкова → її замінила  Вікторія Томова
- Крістина Плішкова → її замінила  Тереза Мартінцова

Під час турніру
- Джил Тайхманн (травма правого гомілковостопного суглоба)

## Учасниці основної сітки в парному розряді

### Сіяні
| Країна    | Гравчиня           | Країна     | Гравчиня           | Рейтинг1 | Сіяна |
| --------- | ------------------ | ---------- | ------------------ | -------- | ----- |
| Німеччина | Анна-Лена Фрідзам  | Люксембург | Менді Мінелла      | 141      | 1     |
| Сербія    | Александра Крунич  | Словенія   | Катарина Среботнік | 143      | 2     |
| Грузія    | Оксана Калашникова | Росія      | Валерія Савіних    | 181      | 3     |
| Румунія   | Андрея Міту        | Румунія    | Ралука Олару       | 211      | 4     |

- Рейтинг станом на 24 лютого 2020.

### Інші учасниці
Нижче наведено пари, які отримали вайлдкард на участь в основній сітці:
- Estelle Cascino /  Elsa Jacquemot
- Хлое Паке /  Полін Пармантьє

## Переможниці

### Одиночний розряд
- Софія Кенін —  Анна-Лена Фрідзам, 6–2, 4–6, 6–4

### Парний розряд
- Лаура Йоана Пар /  Юлія Вахачик —  Леслі Паттінама Кергов /  Бібіана Схофс, 7–5, 6–4